# دينيسي ستيفاني
دينيسي ستيفاني (بالإنجليزية: Denise Stefanie)‏ هي مغنية مؤلفة أمريكية، ولدت في 19 يونيو 1988.